# Havslöpare (familj)
Havslöpare (Oceanitidae) är en familj med stormfåglar som främst förekommer på södra halvklotet. Den har tidigare oftast behandlats som underfamiljen Oceanitinae inom familjen stormsvalor (Hydrobatidae) men de flesta auktoriteter delar idag upp den i två olika familjer. Inledningsvis döptes familjen Oceanitidae till sydstormsvalor, för att betona arternas relativt sydliga utbredningsområden, medan Hydrobatidae fick namnet nordstormsvalor. För att särskilja familjerna, som sannolikt inte ens är varandras närmaste släktingar, justerade Birdlife Sveriges taxonomikommitté familjens namn till havslöpare respektive stormsvalor. Även arterna i familjen Oceanitidae blev tilldelade nya namn. 

## Arter i familjen
Havslöparna omfattar fem släkten med tio arter.
- Havslöpare (Oceanites oceanicus)
- Humboldthavslöpare (Oceanites gracilis)
- Pincoyahavslöpare (Oceanites pincoyae)
- Gråryggig havslöpare (Garrodia nereis)
- Fregatthavslöpare (Pelagodroma marina)
- Vitbukig havslöpare (Fregetta grallaria)
- Nyakaledonienhavslöpare (Fregetta lineata)
- Maorihavslöpare (Fregetta maoriana)
- Svartbukig havslöpare (Fregetta tropica)
- Polynesisk havslöpare (Nesofregetta fuliginosa)